# شیرسوار
شیرسوار، روستایی است از توابع بخش گتاب شهرستان بابل در استان مازندران ایران.

## جمعیت
این روستا در دهستان گتاب شمالی قرار دارد و براساس سرشماری مرکز آمار ایران در سال ۱۳۸۵، جمعیت آن 1125 نفر (258خانوار) بوده‌است.